# Občina Duplek
Občina Duplek je ena od občin v Republiki Sloveniji.

## Naselja v občini
Ciglence, Dvorjane, Jablance, Spodnja Korena, Spodnji Duplek, Vurberk, Zgornja Korena, Zgornji Duplek, Zimica, Žikarce.